# NGC 1728
NGC 1728 (również PGC 16495) – galaktyka spiralna (Sa), znajdująca się w gwiazdozbiorze Erydanu. Odkrył ją Edward Emerson Barnard 10 listopada 1885 roku.